# Partido Galego Social Demócrata
El Partido Galego Social Demócrata (PGSD) (en castellano Partido Gallego Social Demócrata) fue un partido político español de ideología nacionalista gallega.
Fue fundado con el nombre de Unión Social-Demócrata Galega en marzo de 1974, dirigido por Xosé Luís Fotnela y Alfonso Zulueta de Haz. Tan solo tuvo alguna implantación en las ciudades. Formó parte del Consello de Forzas Políticas Galegas (1976), abandonándolo junto con la Unión do Povo Galego en 1977 por discrepancias sobre la aceptación de fuerzas estatales.
Concurrió en coalición con el Partido Popular Galego a las elecciones generales de 1977. Los malos resultados (23 014 votos, el 2,04 %) propiciaron la formación en marzo de 1978 de un nuevo partido, formado por el PGSD y el PPG, con el nombre de Partido Galeguista y la desaparición del PGSD.